# よせばいいのに
「よせばいいのに」は、三浦弘とハニーシックスの楽曲で、1976年5月にビクター音産からシングル発売。翌1977年に秋しげるとビューティフル・ロマンがRCAレコードからデビューシングルとして発売。
それから2年後の1979年6月に敏いとうとハッピー&ブルーがリメイク・シングルとして発売、翌1980年に掛けてロングセラーを記録する。
また、田辺靖雄も同日にカバー・シングルとして発売のほか、三浦弘とハニーシックス及び秋しげるとビューティフル・ロマンのシングルも再発売され、競作曲となった。

## 敏いとうとハッピー&ブルーによるカバー・シングル

### 概要
TBSテレビ系『ザ・ベストテン』へは、1979年11月1日に「今週のスポットライト」で初登場。のちに当番組には同年11月15日～翌1980年1月31日まで、11週連続で10位以内へランクインされた。

### 収録曲
1. よせばいいのに (3分42秒)
作詞・作曲：三浦弘、編曲：竜崎孝路
2. 佐賀は武家町悲恋町 (3分28秒)
作詞：拝良、作曲：敏いとう、編曲：京建輔

## 田辺靖雄によるカバー・シングル

### 収録曲
1. よせばいいのに
  - 作詞・作曲：三浦弘、編曲：斉藤恒夫
2. そのままで…
  - 作詞：佐々木京子、補作詞・作曲：田辺靖雄、編曲：斉藤恒夫

## その他カバー
- テレサ・テン - カバー・アルバム『演歌のメッセージ』に収録。（1980年）
- はやぶさ - アルバム『歌謡カヴァーソングス』に収録。（2013年）
- 川上大輔 - アルバム『パシオン 〜言葉に出来ない男です〜』に収録。（2014年）
- 宍戸マサル - アルバム『宍戸倶楽部』に収録。（2017年）